# Thomas James Olmsted
brasão
Thomas James Olmsted (Marysville, Kansas, 21 de janeiro de 1947) é um ministro americano e bispo católico romano de Phoenix.
Thomas James Olmsted foi ordenado sacerdote em 2 de julho de 1973.
O Papa João Paulo II o nomeou Bispo Coadjutor de Wichita em 16 de fevereiro de 1999. O Bispo de Wichita, Eugene John Gerber, o consagrou em 20 de abril do mesmo ano; Os co-consagradores foram James Patrick Keleher, arcebispo de Kansas City, no Kansas, e Fabian Wendelin Bruskewitz, bispo de Lincoln. Ele escolheu Jesus Caritas como seu lema.
Com a renúncia de Eugene John Gerber em 4 de outubro de 2001, ele o sucedeu como Bispo de Wichita. Ele foi nomeado Bispo de Phoenix em 25 de novembro de 2003 e foi empossado em 20 de dezembro do mesmo ano. De 3 de janeiro de 2008 a 5 de fevereiro de 2009 administrou a Diocese de Gallup durante a vacância da Sede como Administrador Apostólico.
Em 1º de agosto de 2018, o Papa Francisco o nomeou Administrador Apostólico sede plena da Eparquia de Phoenix, suspendendo efetivamente a jurisdição do Bispo diocesano John Stephen Pazak. Depois de aceitar a renúncia de John Stephen Pazak em 23 de agosto de 2021, Thomas James Olmsted foi nomeado Administrador Apostólico sede vacante da Eparquia de Phoenix pelo Papa Francisco.
Olmsted é Grande Oficial da Ordem do Santo Sepulcro de Jerusalém. Papa Bento XVI nomeou-o primeiro vice-presidente do comitê "Vox Clara" em 2 de fevereiro de 2011.